# Benwal
Benwal, geboren te Groningen, artiestennaam van Gijs van Ringen, is een Nederlandse diskjockey. 

## Biografie
Van Ringen maakt sinds 2022 onder de naam Benwal muziek. Nadat hij in 2022 op het Pleinvrees Festival te Groningen stond, werd hij begin 2023 uitgenodigd om te spelen op ESNS. In 2023 bracht hij twee singles uit, Just Go en Aydee, waarvan de laatste werd uitgebracht onder het Berlijnse label Speedmaster Records. 
In 2024 was Benwal een veelgevraagd artiest in de festivalscene. Hij trad onder andere op bij A State of Trance, Dauwpop, Zomerparkfeest, Lowlands en Into the Woods tijdens ADE. Ook werd er een single uitgebracht bij het label Club Heart Broken, dat werd opgericht door de dj's Marlon Hoffstadt en Malugi. De single heet Rush (I Don't Wanna Wait).

## Muziekstijl
De muziek van Benwal wordt beïnvloed door geluiden uit de jaren 90, omdat deze volgens de dj een "bepaald euforisch gevoel" geven. De muziek die Benwal maakt, is een mix van muziek uit het genre (hard) trance, rave en house. De artiest wordt onder meer geïnspireerd door de Duitse dj Narciss.